# Севастопольское восстание (1905)
Севастопольское восста́ние или Восстание на крейсере «Очаков» — вооружённое выступление части матросов Черноморского флота и солдат Севастопольского гарнизона, рабочих порта и Морского завода, произошедшее во время первой русской революции с 11 (24) ноября по 15 (28) ноября 1905 года. 
Оглашение Манифеста 17 октября сопровождалось в Севастополе демонстрацией и митингом у Севастопольской тюрьмы, он был разогнан войсками с убитыми и ранеными. Лейтенант флота П. П. Шмидт выступал на этом митинге и в дальнейшем выступил в Городской думе и на похоронах жертв расстрела демонстрации.
В начальный период волнений флотское начальство самоустранилось. С возвращением с учёний флота адмирала Г. П. Чухнина власти начали действовать и арестовали Шмидта. Пользуясь оплошностью конвоя Шмидт ушел из-под ареста. В городе и на кораблях действовали агитаторы левых партий — РСДРП и эсеры. По городу прокатилась волна забастовок. Революционеры старались привлечь к событиям солдат крепости и матросов флота, начальство же старалось их изолировать, что в свою очередь вызывало протест.
Восставшие создали свой орган — Севастопольский Совет матросских, солдатских и рабочих депутатов. 12 ноября волнения перекинулись на некоторые армейские части, флотские экипажи и корабли. Власти объявили город на военном, а крепость на осадном положении. 13 ноября началось восстание на крейсере «Очаков». 14 ноября на «Очаков» прибыл лейтенант Шмидт.
Восставшие взяли под контроль несколько кораблей флота, однако главные силы флота контролировались командованием. 15 (28) ноября 1905 года восставшим был предъявлен ультиматум о сдаче. Не получив ответа на ультиматум, верные правительству войска начали обстрел восставших кораблей. После двухчасового боя восставшие сдались.
После военных судов лейтенант П. П. Шмидт, матросы А. И. Гладков, Н. Г. Антоненко, кондуктор С. П. Частник были приговорены к смертной казни и расстреляны 6 марта 1906 года на острове Березань, 14 человек приговорены к бессрочной каторге, 103 человека — к каторжным работам, 151 человек направлен в дисциплинарные части, более 1000 человек наказаны без суда.

## Предыстория
В октябре 1905 года Октябрьская всеобщая политическая стачка распространилась по всей России. Сложная ситуация складывалась и в Таврической губернии: 10 октября забастовали железнодорожники на станции Джанкой и на Феодосийской железнодорожной линии, остановилась Николаевская железная дорога, 11 октября перестали работать железнодорожники станции Симферополь, 14 октября в Севастополе по Нахимовскому проспекту прошла демонстрация, разогнанная солдатами 50-го пехотного Белостокского полка. 17 октября в Ялте закрылись все учреждения и учебные заведения, магазины и банки. 18 октября в Симферополе забастовали работники типографий и табачных фабрик, служащие почтово-телеграфной конторы, закрылись магазины.
Вечером 18 (31) октября 1905 года в Севастополе был получен текст Манифеста 17 октября 1905 года. Первоначально известие было воспринято в городе положительно, народ ликовал, люди обнимались, поздравляли друг друга. 
С. Ю. Витте, который был одним из авторов манифеста, написал «…17 октября для провинциальных властей упало, как гром на голову, что большинство провинциальных властей не понимало, что случилось, что многие не сочувствовали новому положению вещей, что многие не знали, в какую им дудку играть, чтобы в конце концов не проиграть, что одновременно действовала провокация, преимущественно имевшая целью создавать еврейские погромы… в первые недели после 17 октября проявилась полная дезорганизация власти, как говорится, «кто пошел в лес, кто по дрова», одним словом, можно сказать, действовала сломанная, неорганизованная власть, которую потом окрестили растерявшейся властью».
Однако вскоре ситуация изменилась. Около Военно-морского музея собрался стихийный митинг. После митинга его участники вместе с присоединившимся к ним портовыми рабочими, ремесленниками двинулись на демонстрацию по улицам города. Демонстранты, возглавляемые известным в Севастополе народовольцем Н. И. Емельяновым подошла к зданию городской думы, из неё на собрание думы были направлены делегаты. Толпа демонстрантов достигала 8-10 тысяч человек. Под влиянием лозунгов демонстрация переросла в политическую, был разорван портрет Николая II, принято решение следовать к Севастопольской тюрьме для освобождения политических заключённых. Среди прочих, на митинге у тюрьмы выступил лейтенант флота П. П. Шмидт. По до конца не выясненной причине толпа была разогнана выстрелами 49-го пехотного Брестского полка, при этом погибло 8 и было ранено 50 участников митинга. Вечером того же дня П. П. Шмидт обратился в думу с требованием о наказании виновных в гибели демонстрантов.

Несмотря на то, что в городе практически сразу было объявлено военное положение, среди властных структур наблюдалась некоторая неразбериха. Главный командир Черноморского флота Г. П. Чухнин в это время находился с эскадрой в море вместе с Морским министром А. А. Бирилевым, градоначальник контр-адмирал А. М. Спицкий практически самоустранился от ведения дел, комендант крепости генерал-лейтенант В. С. Неплюев (исполнявший в отсутствие Г. П. Чухнина обязанности генерал-губернатора) также не проявлял особой активности. Таким образом, фактически на несколько дней власть в городе перешла к городской думе и городскому главе А. А. Максимову.

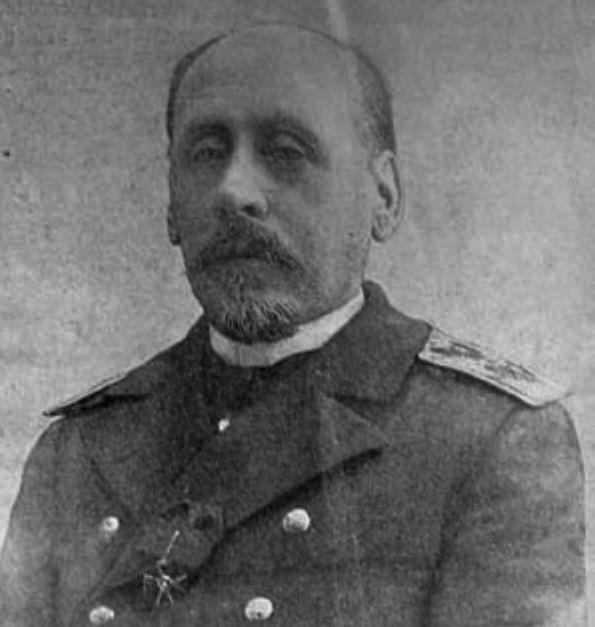
Вице-адмирал Григорий Павлович Чухнин
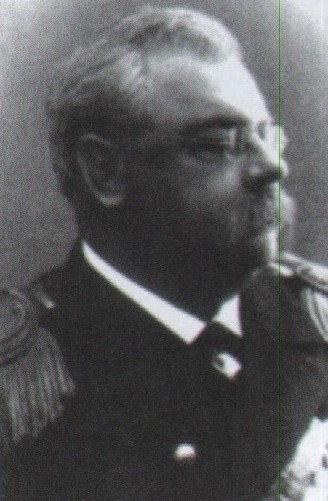
Контр-адмирал Александр Макарович Спицкий
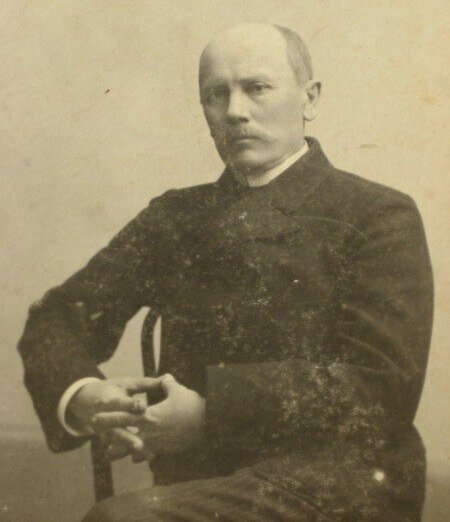
Городской голова Алексей Андреевич Максимов
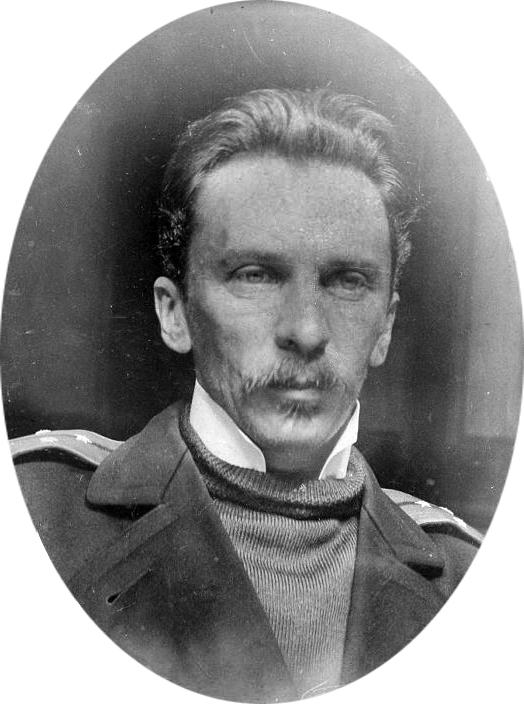
Лейтенант флота Пётр Петрович Шмидт
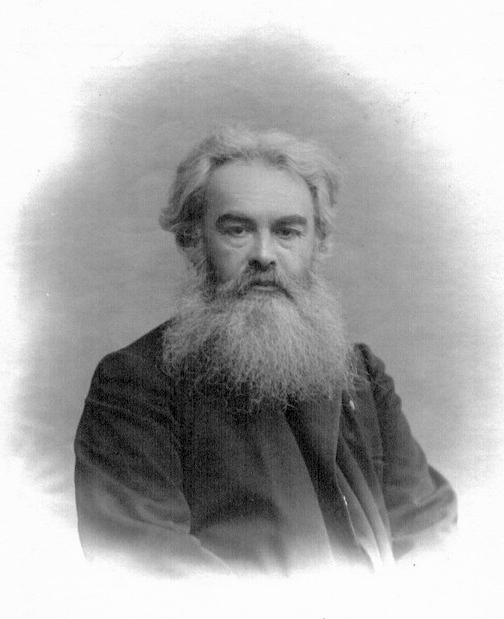
Управляющий имением Николай Ильич Емельянов
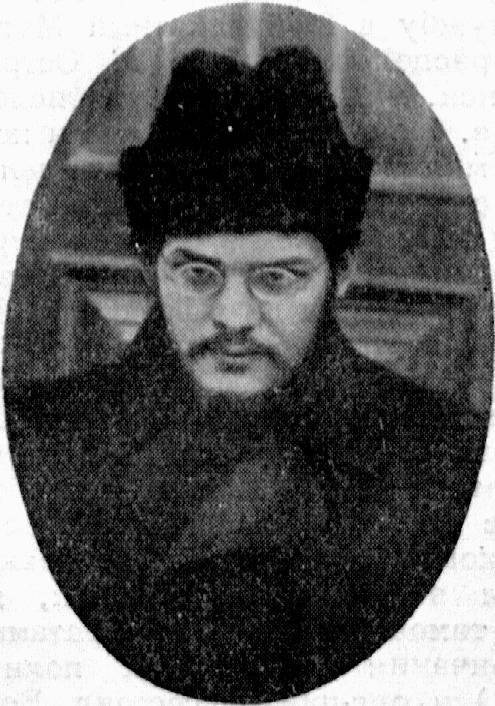
Меньшевик, нелегал Иван Петрович Вороницын

19 октября собралась городская дума, на заседании кроме входящих в состав думы гласных присутствовали «делегаты от народа», среди которых П. П. Шмидт и И. П. Вороницын. По свидетельству самого Вороницына на заседании присутствовал и только что назначенный товарищем министра внутренних дел князь С. Д. Урусов, который не мог выехать в Петербург в связи с забастовками железнодорожников. На заседании было принято решение о создании дружин собственной охраны (народной милиции), которая должна была патрулировать город вместо полиции и армии. В тот же день забастовали Реальное и Техническое училище, закрыта классическая гимназия, торговые и промышленные заведения, проходят митинги. Вечером того же дня с моря возвращается Главный командир Черноморского флота Г. П. Чухнин.

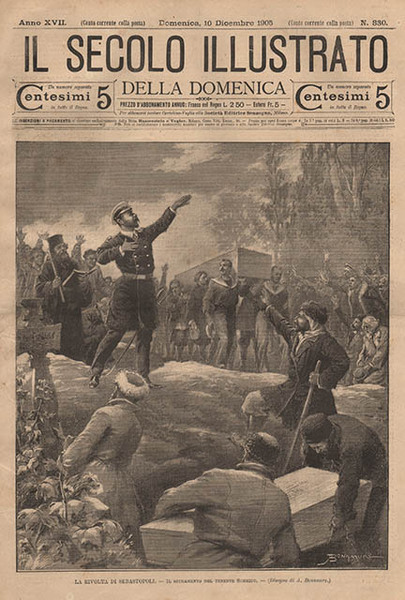
«Клятва лейтенанта Шмидта», иллюстрация из итальянской газеты Il Secolo^{[итал.]}, 1905 год.

20 октября, состоялись похороны жертв расстрела, собравшие около 10 тысяч демонстрантов. На похоронах П. П. Шмидт также выступил с речью, ставшей известной как «клятва Шмидта»: «Клянемся в том, что мы никогда не уступим никому ни одной пяди завоеванных нами человеческих прав». Вечером того же дня Шмидт был арестован, и заключён на флагманский эскадренный броненосец «Три святителя», было возобновлено следствием дело «о потере им казенных денег». Городская дума немедленно заявила ходатайство о его освобождении.
21 октября Чухнин проводит совещание об обстановке в городе и мерах по её нормализации, на котором городской голова Максимов предлагает уступить свой пост уже арестованному П. П. Шмидту. По результатам совещаний адмирал запретил матросам посещать митинги, собрания, распространять и читать преступную литературу, постановление городской думы от 19 октября объявлены недействительными, запрещено публиковать реферат её чрезвычайного заседания в «Крымском вестнике» (22 октября газета вышла с пустой страницей), была распущена народная милиция, просуществовавшая всего три дня, на улицы Севастополя возвращены полицейские.
22 октября Чухнин удалил войска с улиц города, а уже 24 октября начались волнения в порту, 27 октября забастовали рабочие в портовых мастерских, 30 октября к ним присоединились мастеровые жестяночного цеха, а 31 октября каменщики и штукатуры.
26 октября рабочие Севастополя избрали Шмидта «пожизненным депутатом» Совета, который потребовал немедленного освобождения Шмидта, как их депутата. К нему присоединились участники митинга проходившего 30 октября на Приморском бульваре. 2 ноября из-за ухудшившегося здоровья Шмидта перевели в госпиталь. Утром 3 ноября Шмидт вышел из палаты и увидел, что часовых охранявших его нет, беспрепятственно покинул госпиталь. Шмидту было запрещено появляться на митингах, его увольнение было ускорено и состоялось 7 ноября.

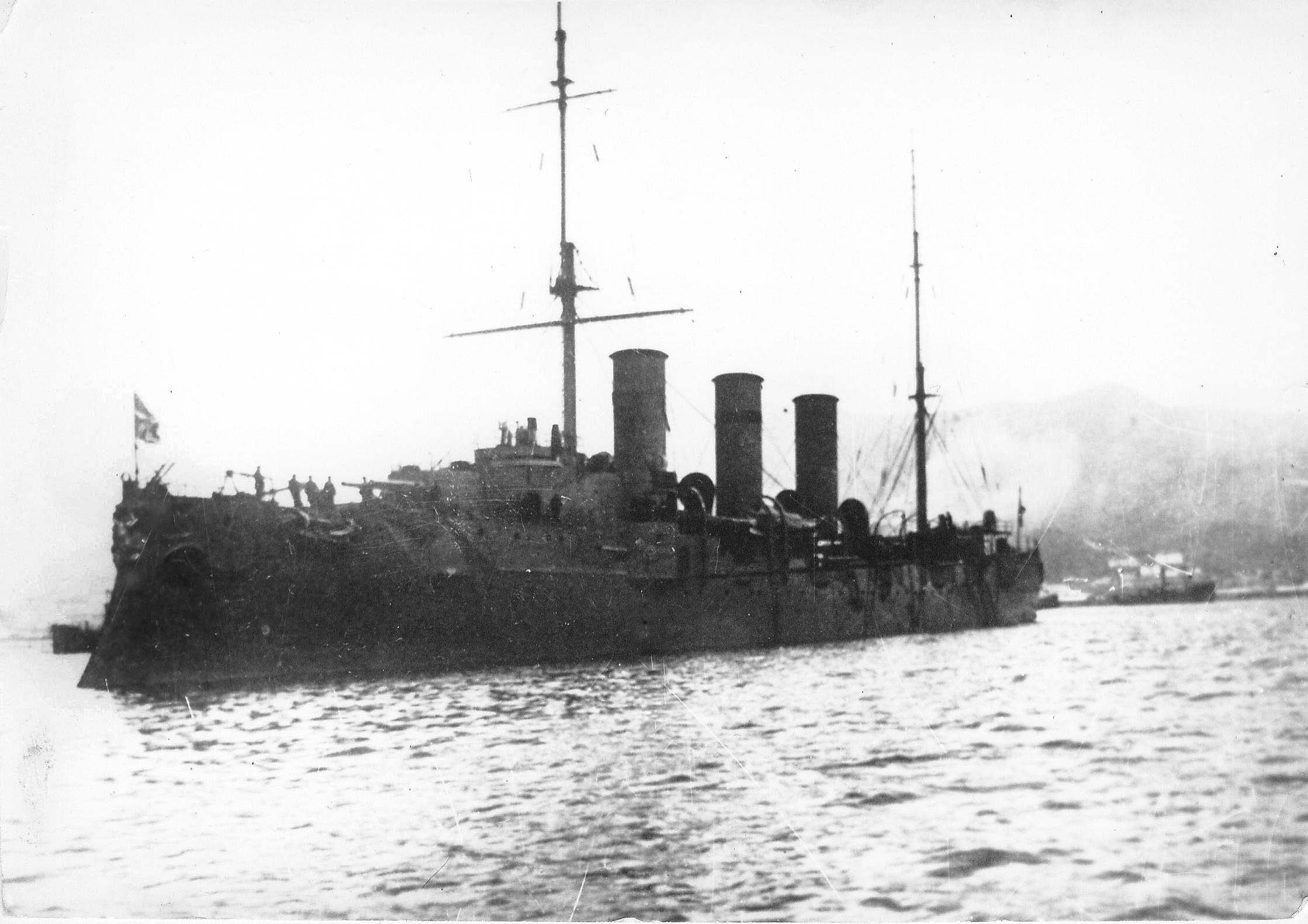
Крейсер «Очаков»
(«Кагул». После 1907 года)

К середине ноября ситуация в городе ухудшилась. 8 ноября на крейсере «Очаков», проходившего приёмные испытания перед сдачей в строй проявились первые признаки брожения. В августе на него была назначена команда из 385 матросов, в большинстве своём новобранцев. Кроме того, среди рабочих Сормовского завода, находившихся на крейсере для установки машин имелись несколько человек социал-демократов, проводивших активную агитацию. Кочегарная и машинная команда, собравшаяся на летучий митинг, отказалась повиноваться командиру, предложившему матросам разойтись по своим помещениям. Когда командир стал грозить им наказанием, из толпы раздались возгласы возмущения, послышались даже крики: «Долой командира!». 9 ноября при поднятии флага команда не ответила командиру на его приветствие, а потом, собравшись на нижних шканцах, опять стала кричать: «Долой!». Прибывшему на крейсер военно-морскому прокурору жаловались на грубость командира, на скверную пищу и требовали, чтобы офицеры ежедневно объясняли события и вообще беседовали с командой на политические темы. Весь этот день среди матросов наблюдалось брожение. Особенно выделился машинист А. И. Гладков, говоривший с прокурором и руководивший командой. 10 ноября ситуация ухудшилась до того, что командир перестал здороваться с командой.
9 ноября вновь забастовали учащиеся средних учебных заведений Севастополя: реального училища, женской гимназии, мужской прогимназии. 10 ноября после проводов демобилизованных матросов состоялся большой митинг, вылившийся в мощную демонстрацию.
Командованию флота наученному на горьком опыте восстания на броненосце "Потёмкин" удалось провести важную профилактическую меру - снять и вывезти замки орудий с кораблей, команды которых представлялись ненадёжными, в первую очередь с "Пантелеймона" и "Очакова".
Также было изъято стрелковое оружие в казармах флотских экипажей. Чтобы матросы не воспрепятствовали вывозу, экипажи построили на плацу под предлогом смотра командующего флотом. 

## Восстание

### 11 ноября
11 (24) ноября должны были состояться выборы в Совет рабочих, матросских и солдатских депутатов. В связи с этим планировалось проведение больших митингов у матросских казарм и казарм Брестского полка. Командир Брестского полка полковник Н. А. Думбадзе по телефону обратился в Белостокский полк с просьбой выделить ему отряд. Адмирал Чухнин, чтобы не допустить проведения митинга у флотских казарм, направил туда сводный отряд из матросов флотских экипажей и солдат Белостокского полка, которые заняли выходы из казарм и не выпускали матросов на митинг.

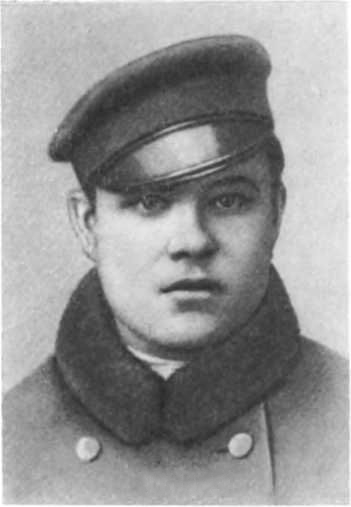
Машинист 2-го класса, член РСДРП Александр Иванович Гладков
Старший баталер Сергей Петрович Частник
Штабс-капитан Августин Августинович Штейн
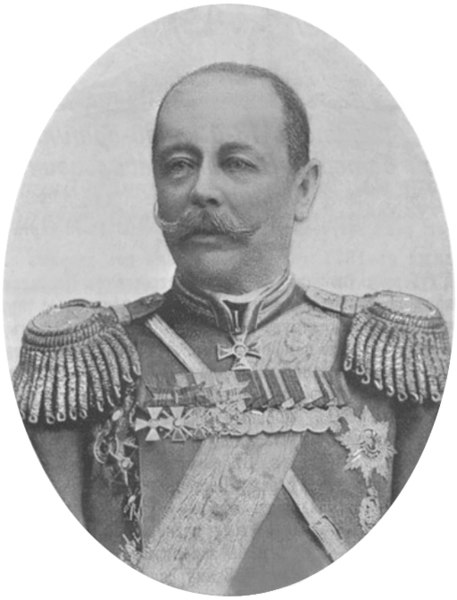
Генерал-лейтенант Александр Николаевич Меллер-Закомельский

В начавшемся противостоянии матрос патруля 28-го экипажа К. Петров после угроз контр-адмирала стрелять в толпу при неповиновении сам выстрелил из винтовки в штабс-капитана А. А. Штейна, возглавлявшего учебную команду 50-го Белостокского полка, и попал ему в пах (вскоре тот умер) и в контр-адмирала С. П. Писаревского — старшего флагмана дивизии, ранив его в лопатку. Из-за разгорячённой толпы они не были эвакуированы сразу и истекали кровью. К. Петров крикнувший «я убил адмирала» был схвачен и препровождён под арест, но практически сразу освобождён матросами. После этого дежурные офицеры были арестованы, обезоружены и отведены в канцелярию. Утром они были освобождены, но изгнаны из казарм.
К восставшим матросам флотской дивизии присоединились солдаты 49-го Брестского полка, крепостной артиллерии, крепостная сапёрная рота, а также матросы дежурной роты броненосца «Синоп», посланной Чухниным для усмирения восставших.
Вечером 11 ноября Чухнин докладывает Николаю II телеграммой: «Матросы, вероятно, поставят какие-нибудь условия, которым придется подчиниться или распустить флот».
В ночь на 12 ноября был избран первый Севастопольский Совет матросских, солдатских и рабочих депутатов, который возглавил И. П. Вороницын.  
11 ноября «Очаков» вышел в море для пробы башенных орудий, а по возвращении в порт вечером команда узнала о событиях в экипажах.

### 12 ноября
12 (25) ноября в городе началась всеобщая забастовка. Значительная часть матросов флотской дивизии и часть солдат Брестского полка поддержали восставших.
Утром 12 ноября состоялось первое заседание Севастопольского Совета. К вечеру были выработаны требования восставших: созыв Учредительного собрания, установление 8-часового рабочего дня, освобождение политических заключённых, отмена смертной казни, снятие военного положения, уменьшение срока военной службы. Был создан исполнительный орган Совета — «Матросская комиссия», в которую вошли: Н. Ф. Кассесинов (28-й флотский экипаж), П. К. Кудымовский (28-й флотский экипаж), И. Д. Рыбалка (29-й флотский экипаж), П. И. Фоменко (учебный отряд), М. Ф. Щепетков (учебный отряд) и другие.
В ночь на 13 ноября ненадёжный 49-й Брестский полк был выведен из города в лагеря 50-го Белостокского полка. Город был объявлен на военном, а крепость на осадном положении.

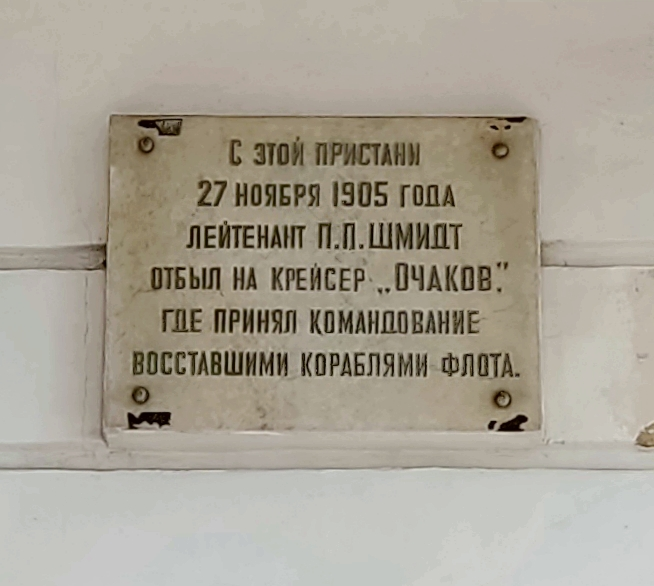
Мемориальная табличка на Графской пристани

### 13 ноября
13 (26) ноября началось восстание на крейсере «Очаков». Офицеры вместе с кондукторами покинули корабль. Восстание возглавили С. П. Частник, Н. Г. Антоненко и А. И. Гладков.

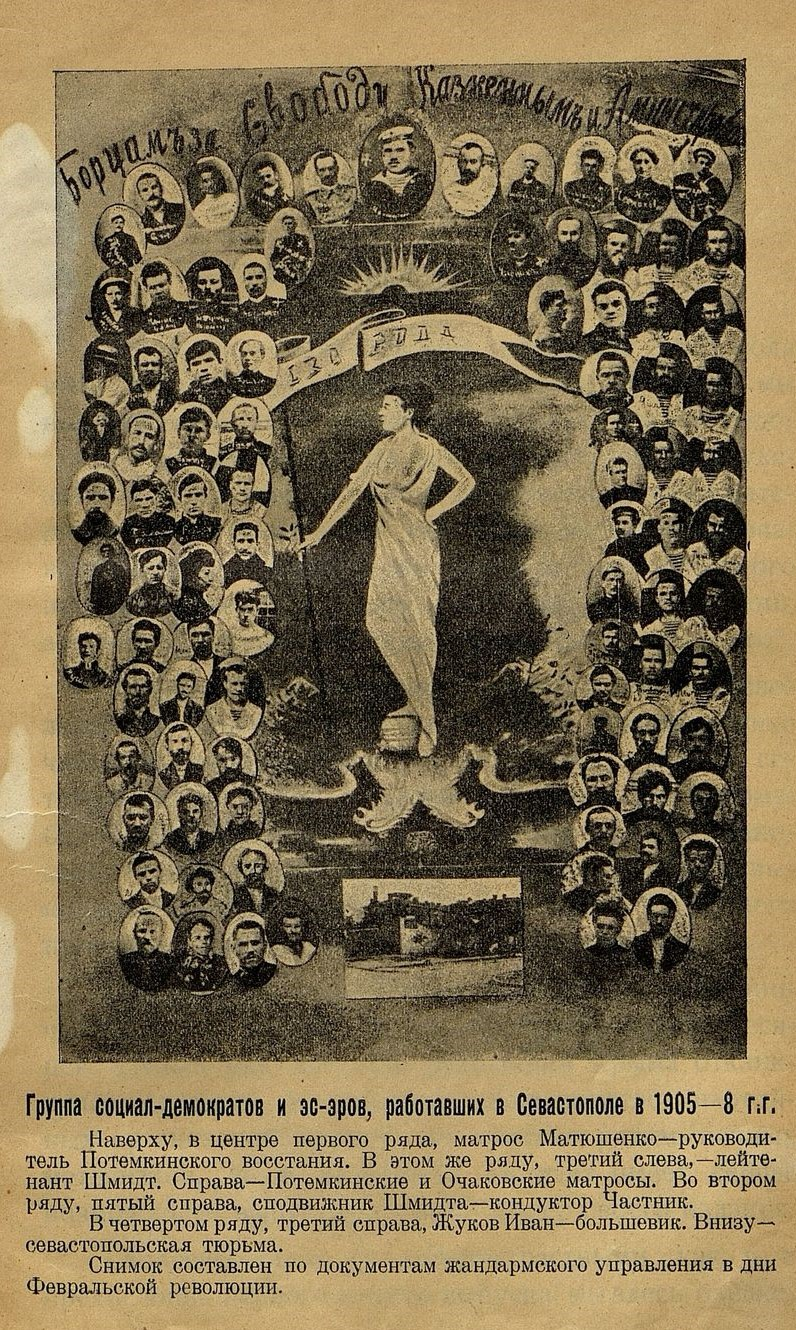
Революционеры Севастополя 1905—1908 годов

### 14 ноября
Во второй половине дня 14 (27) ноября с Графской пристани на «Очаков» прибыл лейтенант Шмидт, подняв на нём сигнал: «Командую флотом. Шмидт». Суда, команды которых присоединялись к восставшим, поднимали сигналы «Ясно вижу». 

### 15 ноября
В ночь на 15 (28) ноября ударные отряды восставших овладели минным крейсером «Гридень», миноносцем «Свирепый», на борту которого находился один из руководителей восстания нелегал И. П. Вороницын, миноносцами № 265, № 268 и № 270 и несколькими мелкими судами, а в порту захватили некоторое количество оружия. Тогда же к восставшим присоединились экипажи канлодки «Уралец», миноносцев «Заветный», «Зоркий» и учебного корабля «Днестр», минного транспорта «Буг».
Командир минного транспорта «Буг», капитан 2-го ранга Славочинский Мариян Иванович  был убит случайной пулей, это был единственный офицер погибший при подавлении Севастопольского восстания.
Утром на всех восставших кораблях были подняты красные флаги. Чтобы привлечь на сторону восставших всю эскадру, Шмидт обошёл её на миноносце «Свирепый». Затем «Свирепый» направился к превращенному в тюрьму транспорту «Прут». Вооруженный отряд матросов во главе со Шмидтом освободил находившихся на судне потёмкинцев. К восставшим присоединилась команда «Пантелеймона» (бывший «Потёмкин»), но сам броненосец уже не представлял большой военной силы, так как был разоружён ещё до начала восстания.

Во второй половине дня 15 ноября восставшим был предъявлен ультиматум о сдаче.

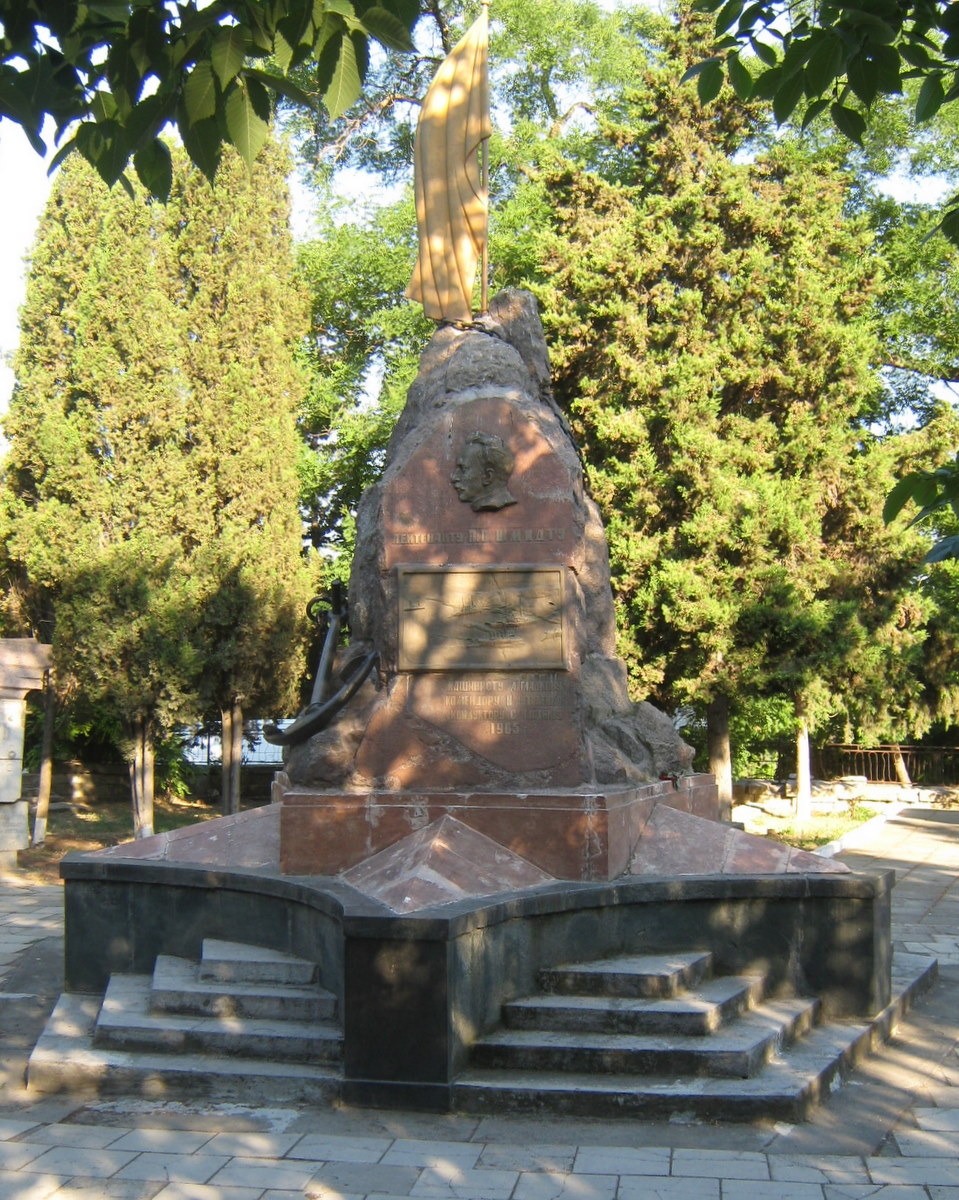
Братская могила участников восстания на крейсере «Очаков», Севастополь, кладбище Коммунаров

Не получив ответа на ультиматум, верные правительству корабли флота и войска под общим командованием генерал-лейтенанта А. Н. Меллер-Закомельского начали обстрел восставших кораблей. Ещё до окончания срока ультиматума канонерка «Терец» открыла огонь по катеру с «Очакова» на котором восставшие пытались доставить на «Пантелеймон» замки к орудиям. 
После начала обстрела миноносец «Свирепый» предпринял отчаянную, но безуспешную попытку атаковать «Ростислав» и «Терец», но попав под перекрёстный обстрел был подожжён и выведен из строя. 
«Свирепый» красного флага не спускал, — говорилось в обвинительном акте по делу восставших, — и продолжал стрелять до тех пор, пока не получил таких повреждений, что потерял способность двигаться, причем были разрушены все надстройки его палубы". 
В Южной бухте был затоплен командой минный заградитель «Буг», так же затонул от полученных повреждений миноносец № 270. Из кораблей правительственной эскадры лёгкие повреждения рангоута получил только крейсер «Память Меркурия». После двухчасового боя восставшие сдались.

После подавления Севастопольского восстания Николай II телеграфировал на имя командира 7-го армейского корпуса 19 числа 1905 года: : «Выражаю Вам Мою благодарность за энергичное и быстрое подавление мятежа. Объявляю Брестскому полку, кровью своей запечатлевшему верность долгу, что я возвращаю ему доверие и благоволение и сохраняю ему знамя. Передайте частям, оставшимся верными присяге и долгу и их начальникам, Мою сердечную благодарность за добросовестную службу. Разрешаю уволить запасных этих частей. Николай».

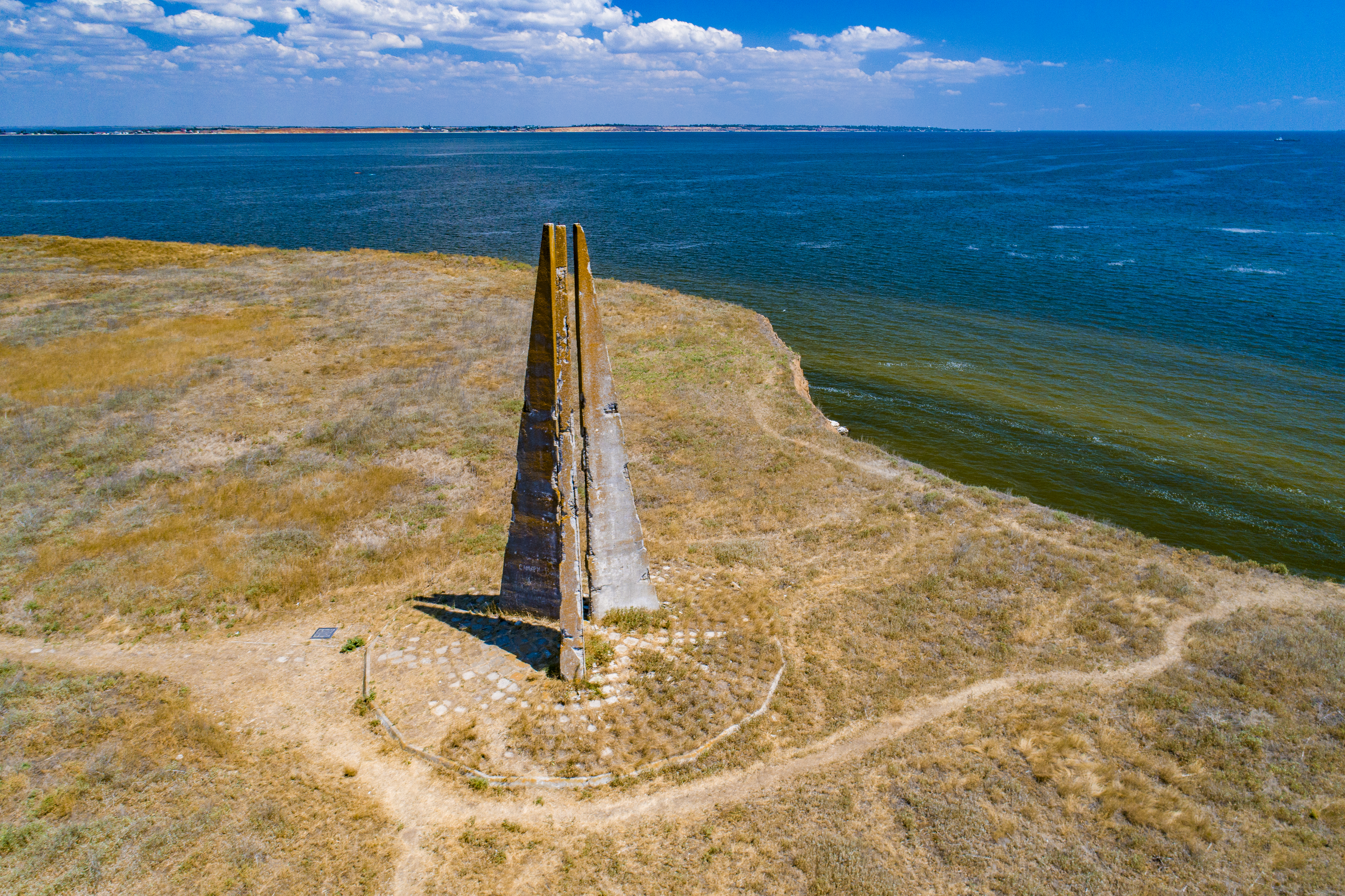
Памятник на месте казни, остров Березань

## Судебные процессы, казни и ответный террор

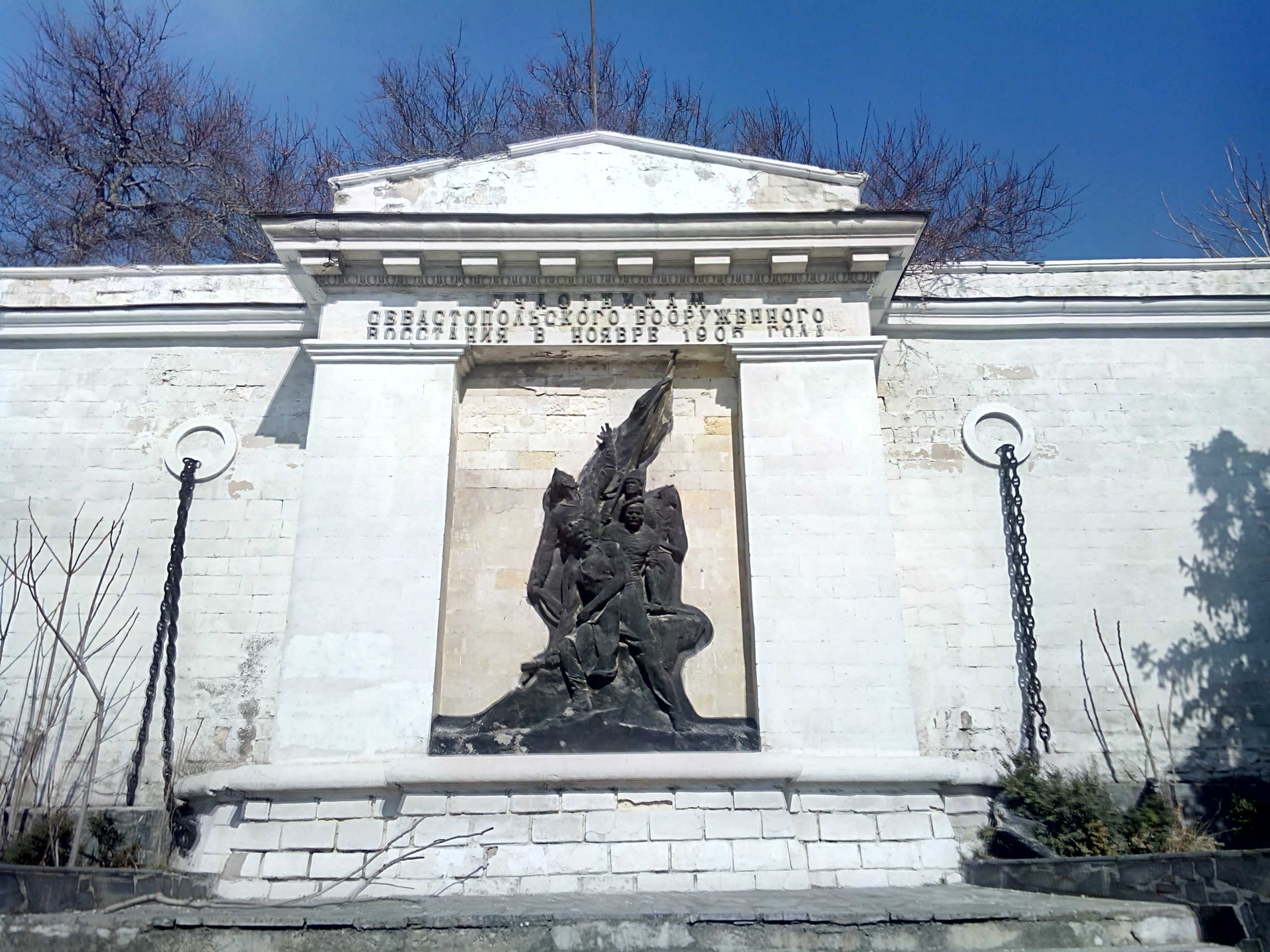
Памятник участникам севастопольского вооруженного восстания в ноябре 1905 года

В результате военных судов руководители восстания — лейтенант П. П. Шмидт, матросы А. И. Гладков, Н. Г. Антоненко, кондуктор С. П. Частник были приговорены к смертной казни и расстреляны 6 марта 1906 года на острове Березань, И. П. Вороницын — к смертной казни с заменой на бессрочную каторгу, 13 человек — к бессрочной каторге, 103 человека — к каторжным работам, 151 человек направлен в дисциплинарные части, более 1000 человек наказаны без суда.
Вице-адмирал Г. П. Чухнин был приговорён эсерами к смертной казни. Он пережил в январе 1906 неудачное покушение на жизнь от Е. А. Измайлович, что заставило окружить его особой охраной. Тем не менее 28 июня 1906 года он был застрелен на собственной даче «Голландия» неизвестным боевиком, убийство было организовано руководителем подпольной боевой организации партии эсеров Савинковым Б. В.

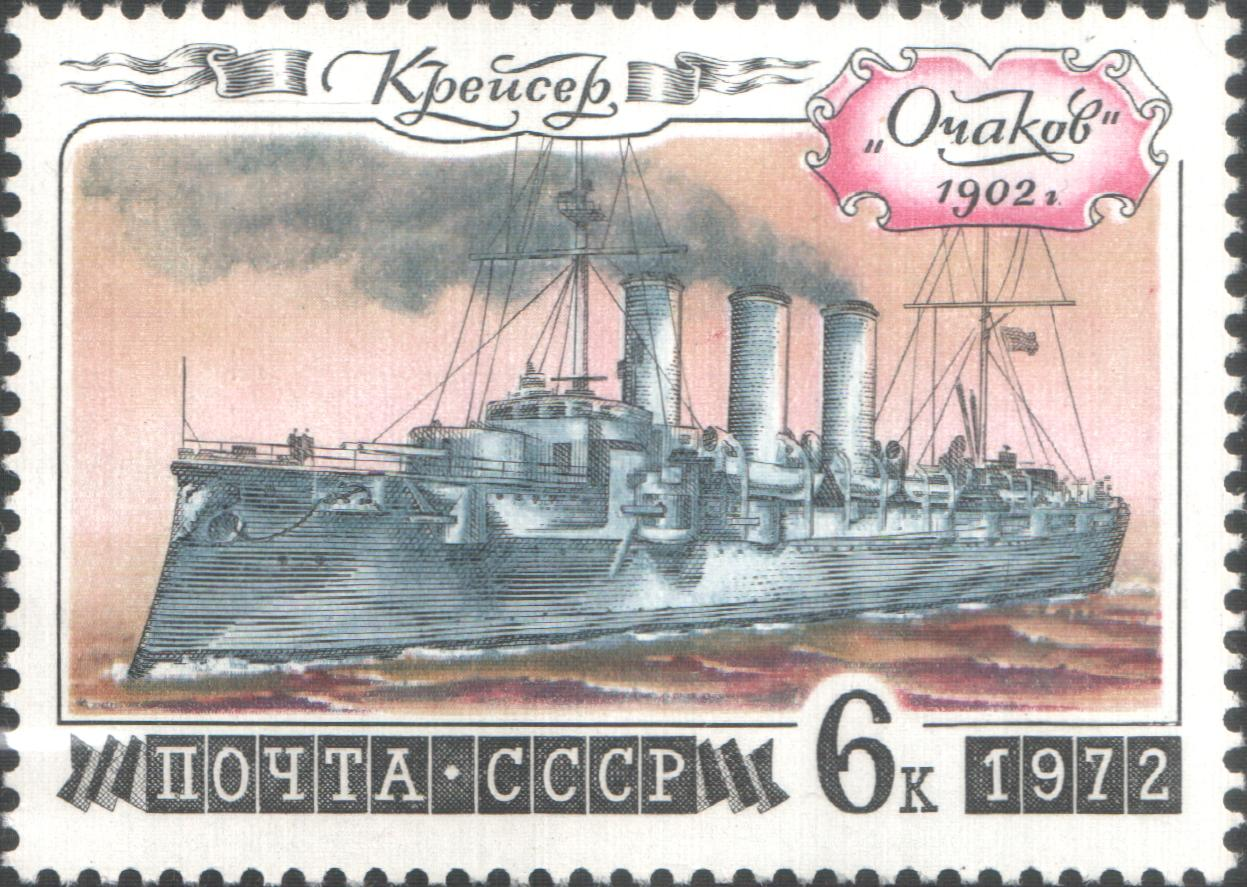
Марка 1972 года

## Память
В мае 1917 года останки расстрелянных по приказу А. В. Колчака были доставлены с острова Березань и торжественно похоронены в склепе Владимирского собора (по другим данным — Покровского собора) в Севастополе; 15 ноября 1923 перезахоронены на коммунистической площадке севастопольского кладбища.
Советский художественный фильм «Почтовый роман», поставленный режиссером Евгением Матвеевым в 1969 году на Киностудия имени А. Довженко посвящён личности Шмидта и показывает события восстания.
Марка почты СССР 1972 CPA 4184 посвящена главному кораблю восстания крейсеру "Очаков". В Российской империи после событий он был переименован в "Кагул", но в советской историографии всегда фигурировал под начальным названием.